# Le Souich
Le Souich ist eine französische Gemeinde mit 194 Einwohnern (Stand 1. Januar 2022) im Arrondissement Arras des Départements Pas-de-Calais. Sie liegt im Kanton Avesnes-le-Comte und ist Mitglied des Kommunalverbandes Campagnes de l’Artois.
| Rebreuve-sur-Canche |         | Ivergny    |
| Bouquemaison        | Kompass |            |
|                     | Lucheux | Brévillers |

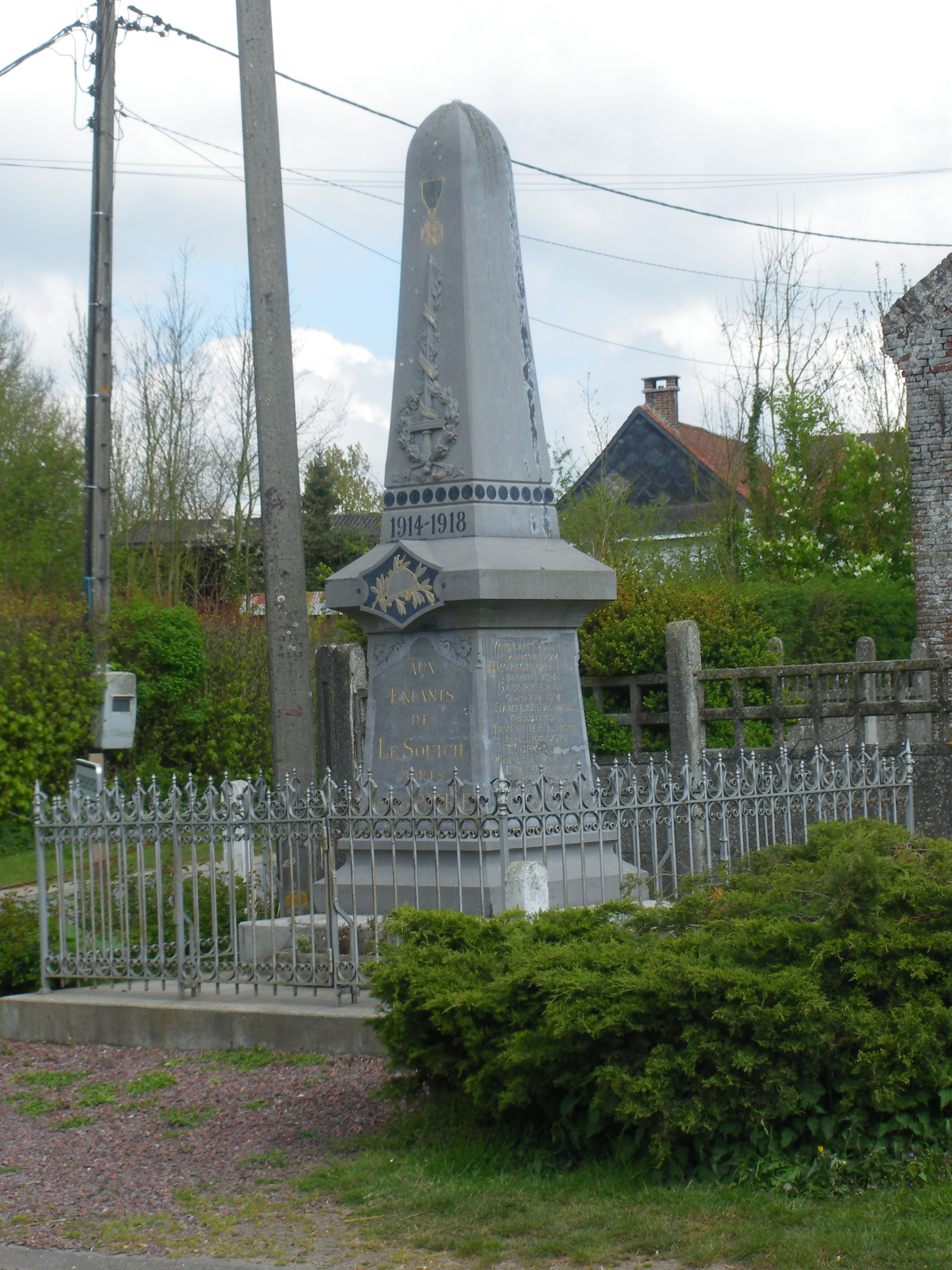
Kriegerdenkmal
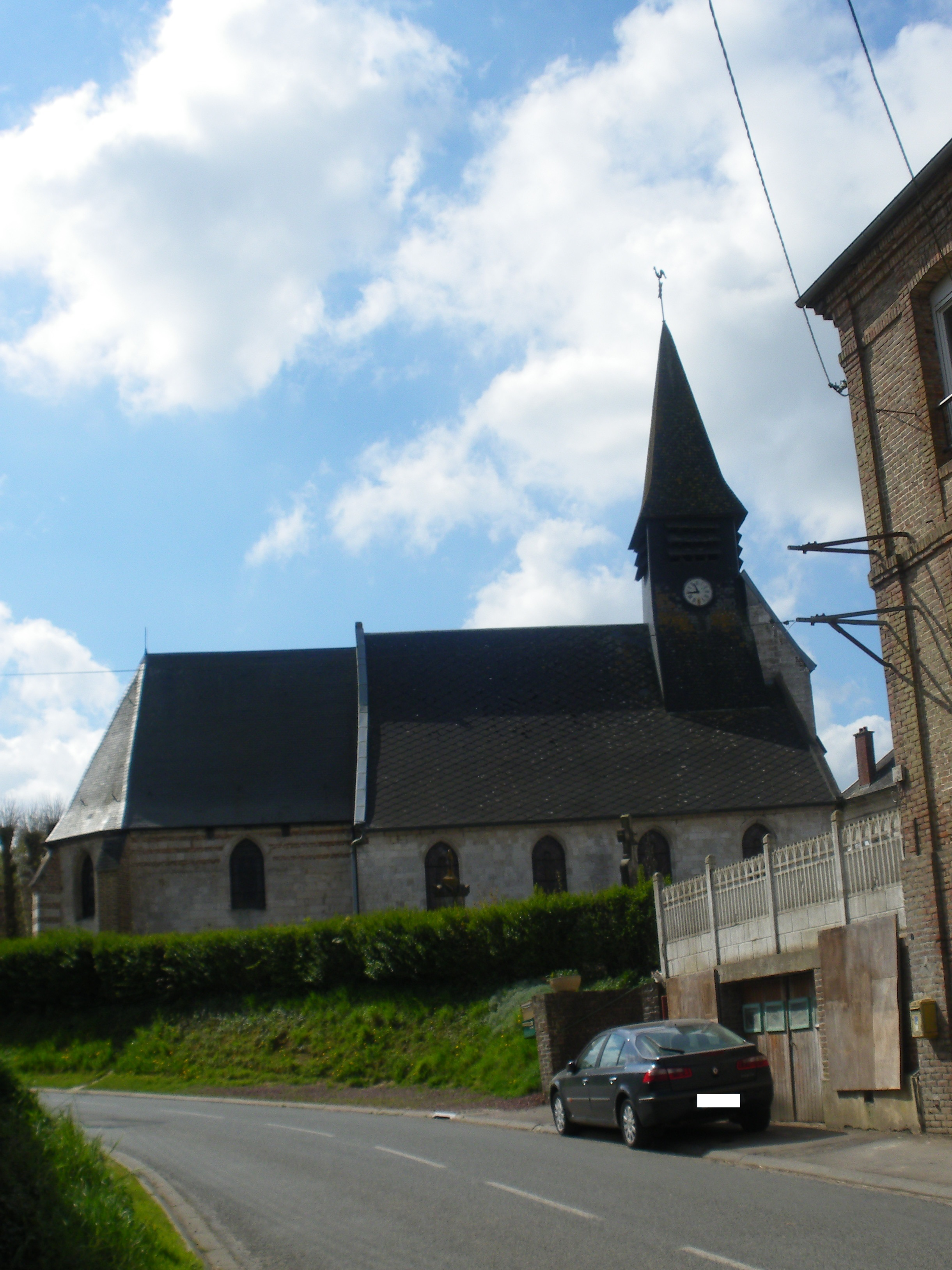
Kirche Saint-Nicolas
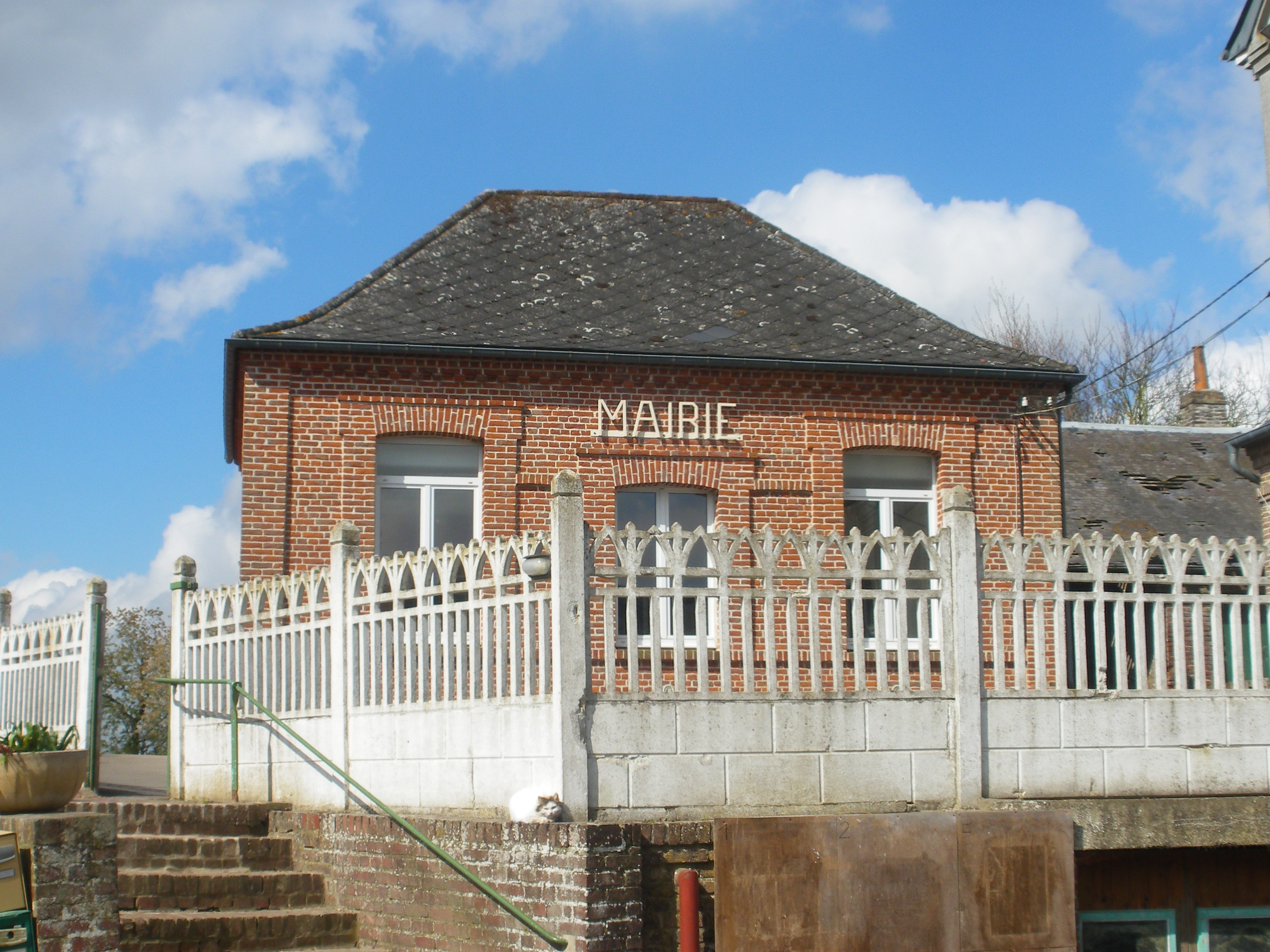
Rathaus